# شاریته

محل قرارگیری ۴ پردیس و ساختمان بیمارستان شاریته در شهر برلین

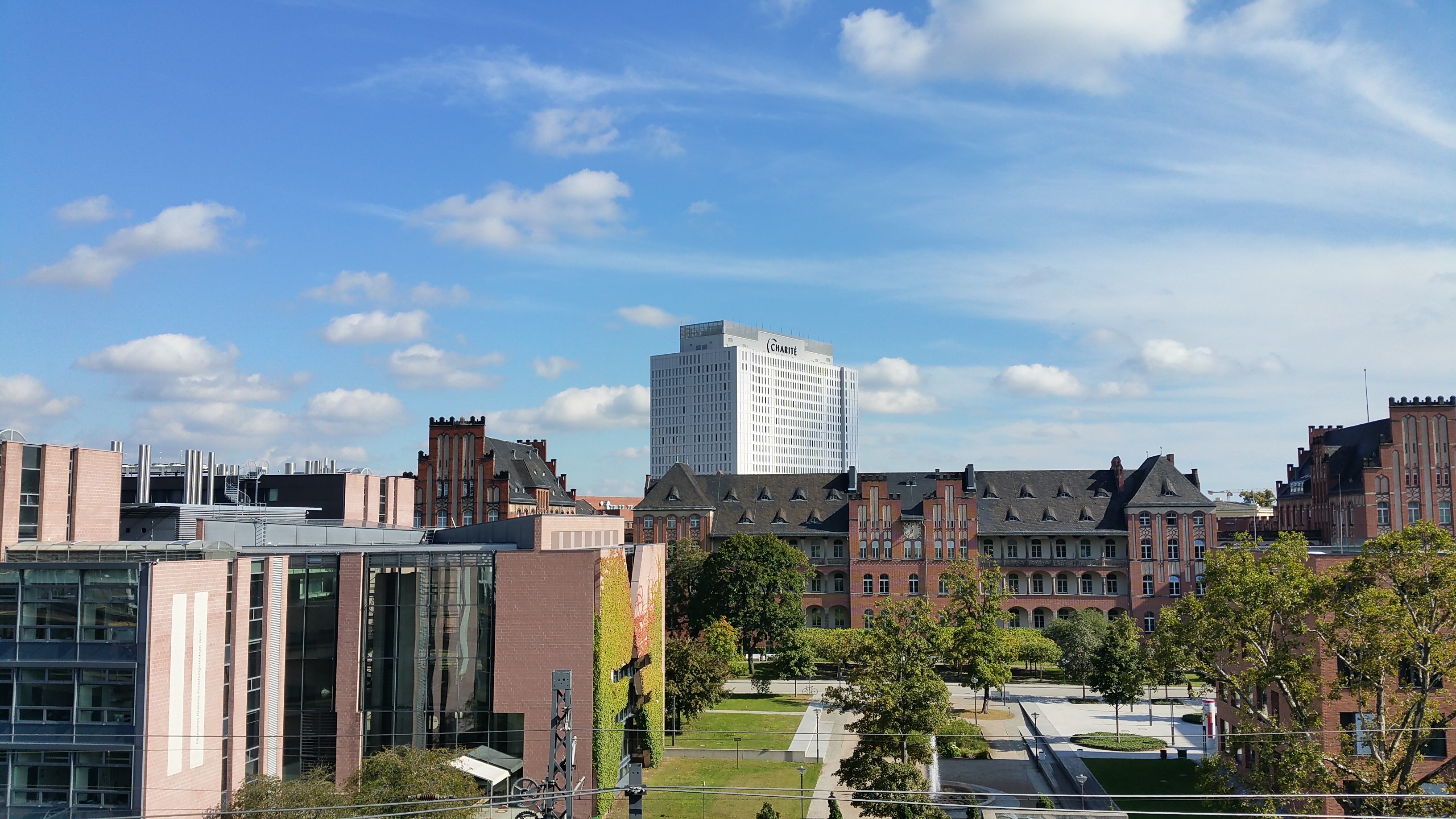
ساختمان تاریخی و مدرن شاریته در یک نما در کنار هم، واقع در میته (CCM)

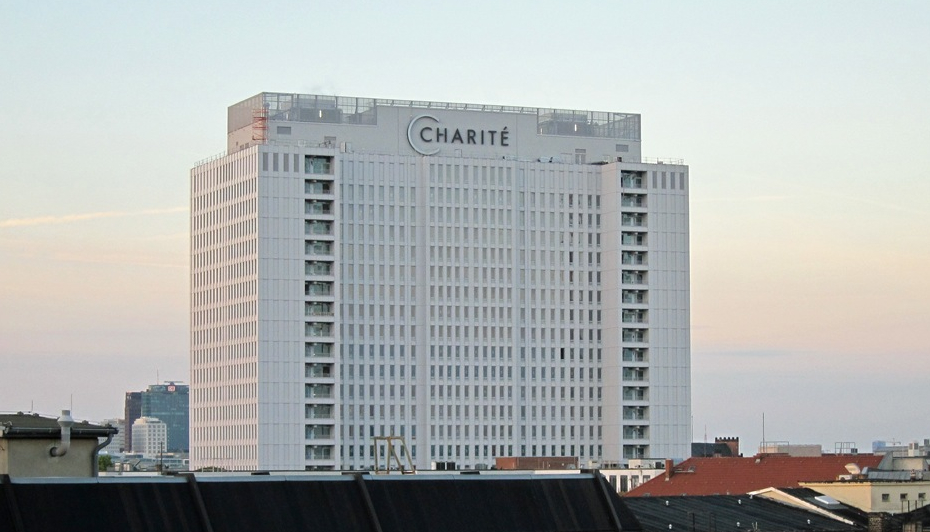
نمایی از ساختمان اصلی شاریته (CCM)

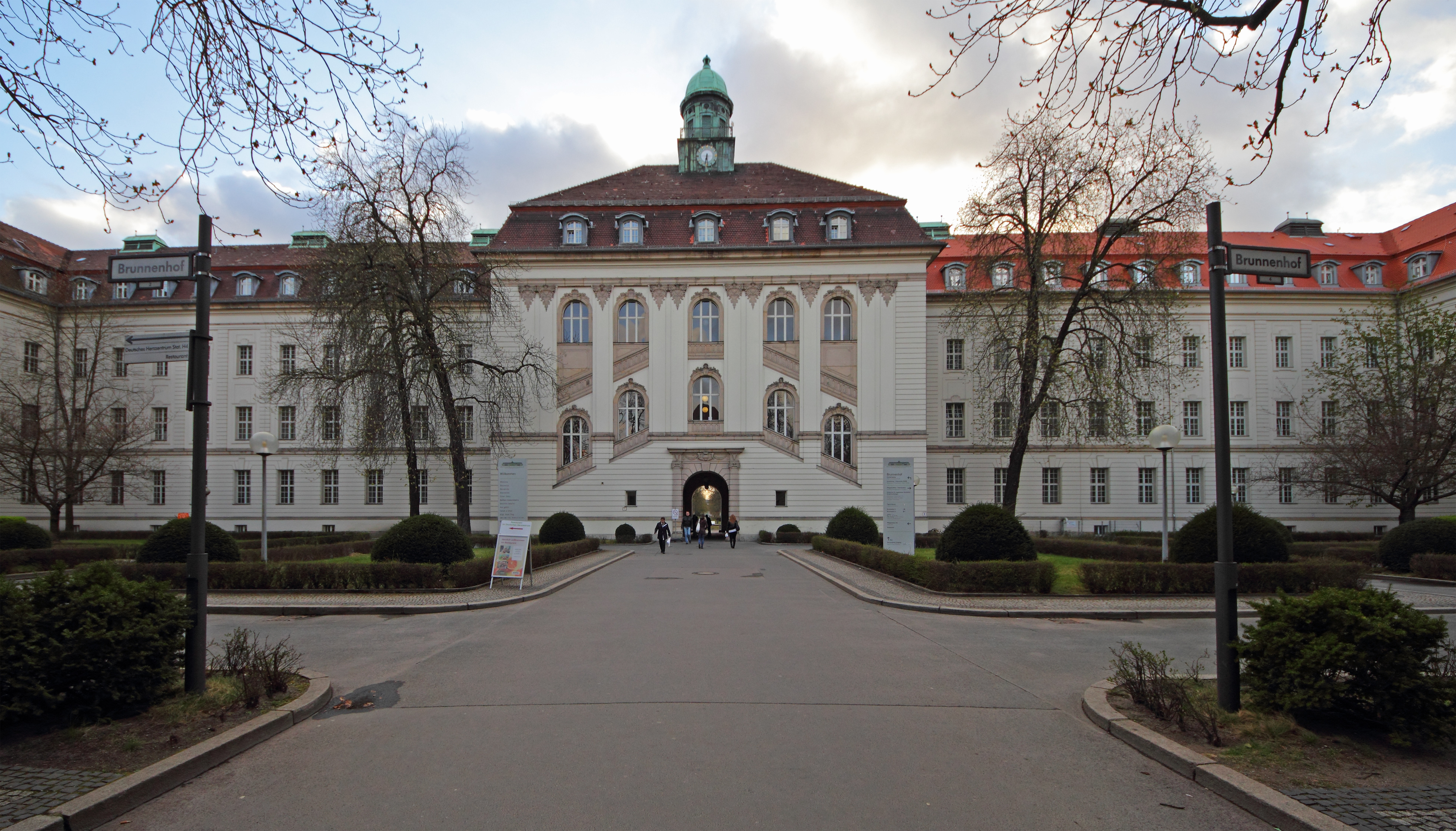
ساختمان ویرشو کلینیکوم (CVK)، مرکز بیماری های قلب براین

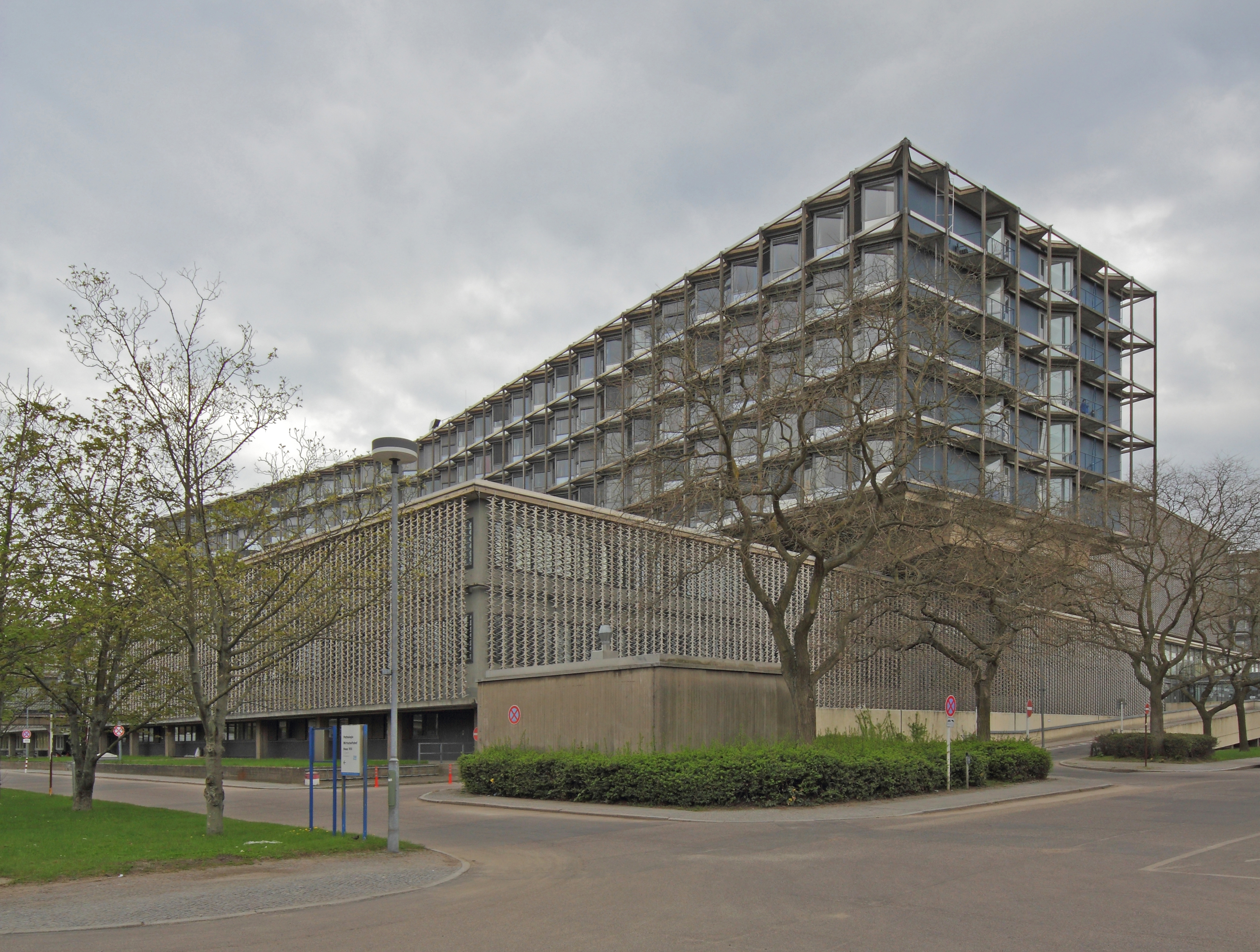
ساختمان بنیامین فرانکلین شاریته (CBF)

شاریته - دانشگاه پزشکی برلین (آلمانی: Charité – Universitätsmedizin Berlin) یکی از بزرگترین بیمارستان‌های دانشگاهی اروپاست که در سال ۱۷۱۰ تأسیس شد و وابسته به دانشگاه هومبولت برلین و دانشگاه آزاد برلین است. این بیمارستان آموزشی همکاری گسترده‌ای با بنیاد پژوهش آلمان دارد و یکی از بزرگترین مراکز پژوهش‌های پزشکی در آلمان است. مطابق رده‌بندی مجلهٔ فوکس، مابین سال‌های ۲۰۱۲ تا ۲۰۲۲ این بیمارستان برترین بیمارستان آلمان در میان حدود ۱۰۰۰ بیمارستان این کشور بود. در سال‌های ۲۰۱۹، ۲۰۲۰ و ۲۰۲۱ میلادی، مجلهٔ نیوزویک این بیمارستان را ششمین بیمارستان برتر جهان و بهترین بیمارستان اروپا نامید. بیش از نیمی از برندگان جایزهٔ نوبل پزشکی آلمان، از حمله امیل آدولف فون برینگ، روبرت کخ و پاول ارلیش از پزشکان این بیمارستان بودند. چندین سیاستمدار و دیپلمات مشور در این بیمارستان مداوا شده‌ان، از جمله صدراعظم آلمان آنگلا مرکل که در بخش ارتوپدی این بیمارستان، تحت عمل جراحی ترمیم منیسک قرار گرفت و همچنین یولیا تیموشنکو و آلکسی ناوالنی که به‌دنبال مسمومیت با عوامل نوویچوک در اوت ۲۰۲۰ در این مرکز، تحت درمان قرار گرفتند.
نرخ پذیرش دانشجو در سال تحصیلی ۲۰۲۰–۲۰۱۹ در این مرکز آموزشی، ۳٫۹٪ بود. مطابق نظام رتبه‌بندی دانشگاهی کیواس، شاریته بهترین مرکز آموزش پزشکی در آلمان و نهمین مرکز برتر آموزش پزشکی در اروپاست. مجلهٔ آموزش عالی تایمز هم آنرا بهترین مرکز آموزش پزشکی آلمان و هشتمین مرکز برتر آموزش پزشکی در اروپا قلمداد نمود.

## ساختمان‌ها
بیمارستان شاریته دارای ۴ پردیس و ساختمان مختلف در شهر برلین است و در مجموع ۳۰۰۱ تخت بیمارستانی دارد:
- ساختمان CCM واقع در میته ۵۲°۳۱′۳۱″شمالی ۱۳°۲۲′۴۲″شرقی / ۵۲٫۵۲۵۳۹۷°شمالی ۱۳٫۳۷۸۴۶۷°شرقی
- ساختمان بنیامین فرانکلین (CBF) واقع در لایشترفلده ۵۲°۲۶′۳۱″شمالی ۱۳°۱۹′۱۳″شرقی / ۵۲٫۴۴۱۸۳۰°شمالی ۱۳٫۳۲۰۳۸۹°شرقی
- ساختمان ویرشو کلینیکوم (CVK) واقع در ودینگ ۵۲°۳۲′۳۲″شمالی ۱۳°۲۰′۳۵″شرقی / ۵۲٫۵۴۲۳۴۵°شمالی ۱۳٫۳۴۳۰۵۷°شرقی
- ساختمان برلین بوخ (CBB) واقع در بوخ ۵۲°۳۷′۲۹″شمالی ۱۳°۲۹′۵۸″شرقی / ۵۲٫۶۲۴۶۵۴°شمالی ۱۳٫۴۹۹۵۶۴°شرقی

## بخش‌های بیمارستانی
- سی‌سی ۱: بهداشت و علوم انسانی
- سی‌سی ۲: علوم پایه (سال اول)
- سی‌سی ۳: دندانپزشکی، دهان و فک بالا
- سی‌سی ۴: مرکز پژوهش‌های درمانی شاریته-بی‌ئی‌ها
- سی‌سی ۵: آزمایشگاه تشخیصی و پزشکیِ پیشگیری
- سی‌سی ۶: رادیولوژی تشخیصی و مداخله‌ای و پزشکی هسته‌ای
- سی‌سی ۷: بیهوشی، مدیریت اتاق عمل و مراقبت‌های ویژه (آی‌سی‌یو)
- سی‌سی ۸: جراحی
- سی‌سی ۹: تروماتولوژی و پزشکی ترمیمی
- سی‌سی ۱۰: مرکز جامع سرطان شاریته
- سی‌سی ۱۱: بیماری‌های قلب و عروق
- سی‌سی ۱۲: داخلی و پوست
- سی‌سی ۱۳: داخلی: گوارش و کلیه
- سی‌سی ۱۴: تومور و نئوپلاسم
- سی‌سی ۱۵: بیماری‌های مغز و اعصاب، جراحی مغز و اعصاب، روانپزشکی
- سی‌سی ۱۶: شنوایی‌شناسی / گفتاردرمانی، چشم‌پزشکی و گوش و حلق و بینی
- سی‌سی ۱۷: پزشکی زنان، پری‌ناتال، کودکان و نوجوانان با مرکز دوران قبل از تولد و ژنتیک انسانی

## برخی از افراد مشهور این بیمارستان

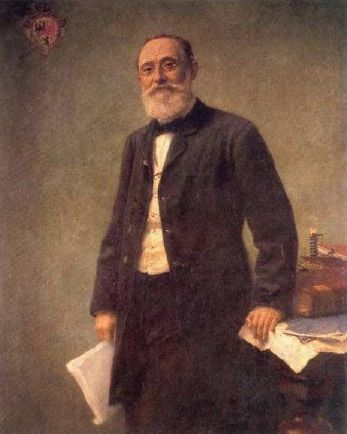
تصویری از رودلف ویرشو اثر هوگو فوگل

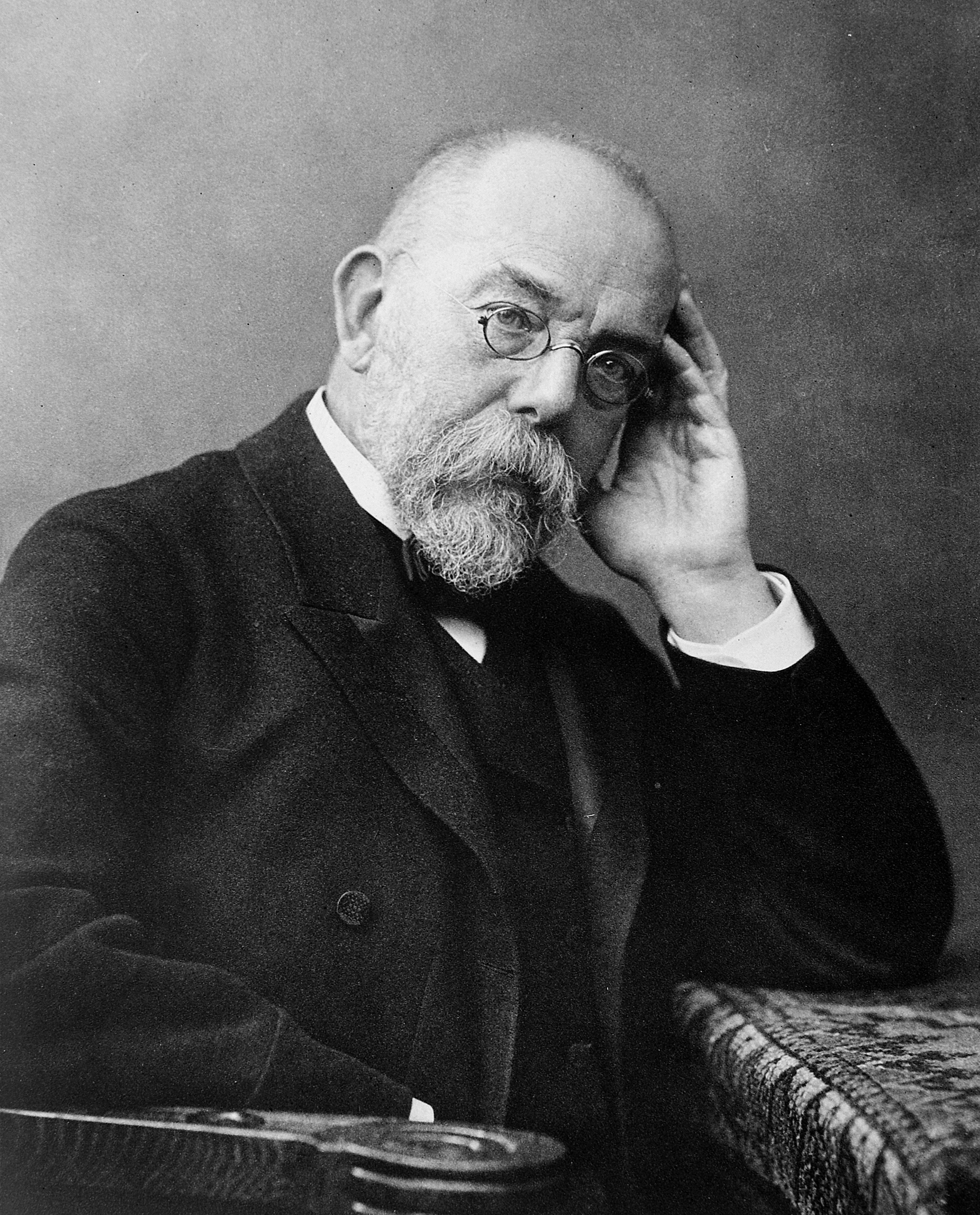
روبرت کخ در دوران شکل‌گیری علم میکروب‌شناسی

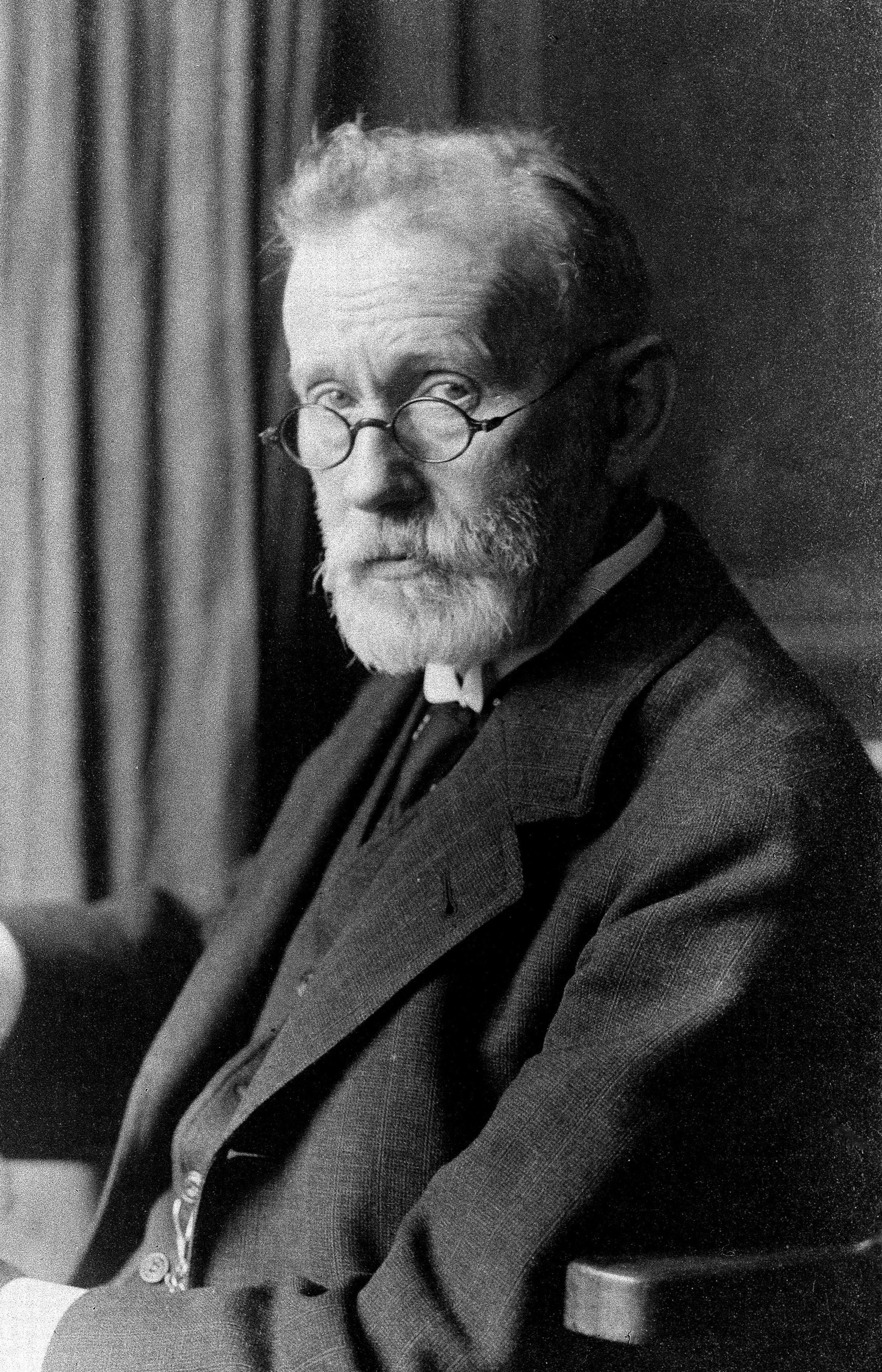
پاول ارلیش و آغاز درمان‌های آنتی‌بیوتیکی در بیمارستان شاریته

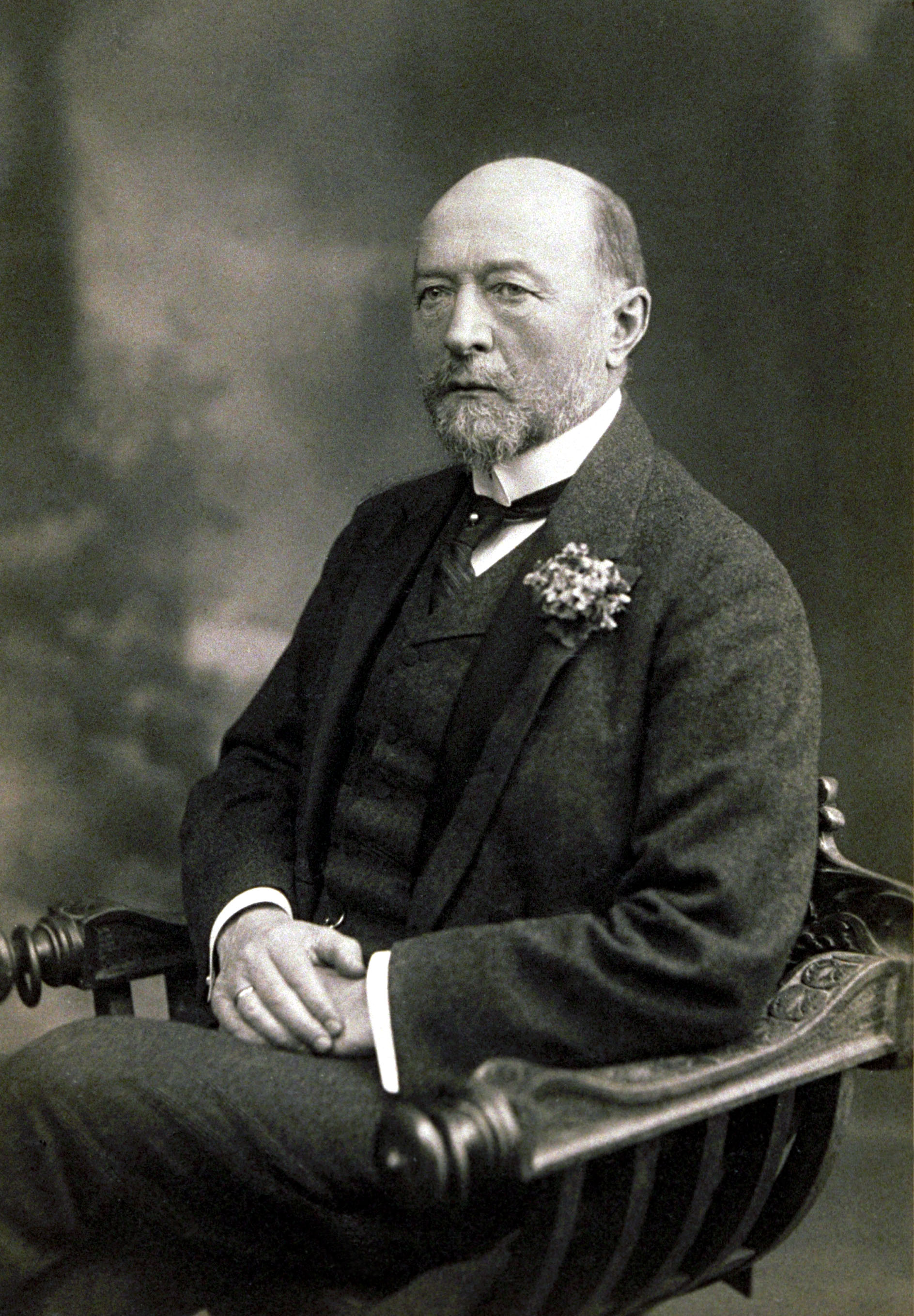
امیل آدولف فون برینگ برندهٔ جایزه نوبل فیزیولوژی یا پزشکی در سال ۱۹۰۱

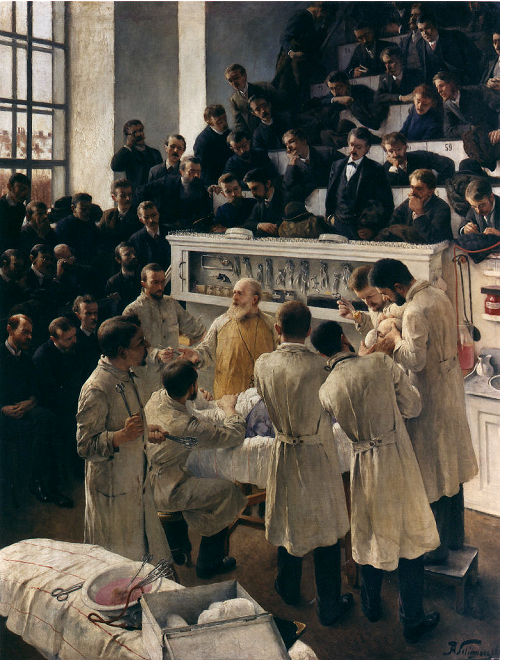
تئودور بیلروت در حال انجام عمل جراحی

بسیاری از پزشکان و دانشمندان مشهور در شاریته کار یا تحصیل کردند. در واقع، بیش از نیمی از برندگان جایزه نوبل آلمان در پزشکی و فیزیولوژی از شاریته هستند. پنجاه و هفت برنده جایزه نوبل وابسته به دانشگاه هومبولت برلین و پنج نفر، از استادان دانشگاه آزاد برلین بودند.
- زلمار آشهایم - متخصص پزشکی زنان
- هاینریش آدولف فون باردلیبن - جراح
- ارنست فون برگمان - جراح
- آگوست بیر - جراح
- ماکس بیلشافسکی - نوروپاتولوژیست
- کارل بونهوفر -  روان‌پزشک و متخصص اعصاب
- هانس گرهارد کروتسفلد - آسیب‌شناس عصبی و متخصص اعصاب
- تئودور بیلروت - جراح
- اوتو بینزوانگر - روان‌پزشک و متخصص اعصاب
- یوهان فریدریش دیفن‌باخ - جراح
- کریستین دروستن - ویروس‌شناس
- فردریک تئودور فون فریریشس - پزشک آسیب‌شناس
- روبرت فوریپ - پزشک و کالبدشناس
- ویلهلم گریزینگر -  متخصص اعصاب و روان‌پزشک
- هرمان فون هلمهولتز - پزشک و فیزیک‌دان
- یواخیم فردریش هنکل - جراح
- فریدریش گوستاو یاکوب هنله - فیزیولوژیست و کالبدشناس
- ادوارد هاینریش هینوخ - متخصص کودکان
- اوتو هویبنر  - متخصص کودکان
- راهل هیرش - پزشک
- اریش هوفمان - پزشک متخصص پوست
- آنتون لودویگ ارنست هورن - روان‌پزشک و روان‌درمانگر
- گیرو هوتر - هماتولوژیست
- فردریش یولی - روان‌پزشک و متخصص اعصاب
- فریدریش کراوس - پزشک متخصص داخلی
- برنهارت فون لانگنبک - جراح
- کارل لیونهارت - روان‌پزشک
- هوگو لیپمن - روان‌پزشک و متخصص اعصاب
- لیونور میکائلیس - پزشک و متخصص بیوشیمی
- هرمان اوپنهایم - متخصص اعصاب
- زاموئیل میتیا راپوپورت - متخصص بیوشیمی
- موریتس هاینریش رومبرگ - متخصص اعصاب
- فردیناند زاوئربروخ - جراح
- کورت شیمل‌بوش - آسیب‌شناس و پزشک متخصص بیهوشی
- یوهان لوکاس شونلاین - پزشک و آسیب‌شناس
- تئودور شوان - جانورشناس
- لودویگ ترائوبه - آسیب‌شناس تجربی و فیزیولوژیست
- رودلف ویرشو - پزشک و آسیب‌شناس
- کارل فریدریش اتو وستفال - متخصص اعصاب و روان‌پزشک
- کارل ورنیکه - متخصص اعصاب
- آوگوست فن واسرمان - باکتری‌شناس
- کاسپار فردریش ولف - فیزیولوژیست و رویان‌شناس
- برنهارت تسوندک -  پزشک متخصص زنان و زایمان و از پیشگامان علم اندوکرینولوژی

### برندگان جایزهٔ نوبل
- امیل آدولف فون برینگ - برندهٔ جایزه نوبل فیزیولوژی یا پزشکی ۱۹۰۱ بابت کشف سرم دیفتری
- هرمان امیل فیشر - شیمی‌دان برندهٔ جایزهٔ جایزه نوبل شیمی ۱۹۰۲ و کاشف فرایند اِستریفیکاسیون فیشر-اسپیر
- روبرت کخ - پزشک و میکروب‌شناس برندهٔ جایزه نوبل فیزیولوژی یا پزشکی ۱۹۰۵ بابت پژوهش گسترده و مهمش دربارهٔ سل
- پاول ارلیش - ایمنی‌شناس و زیست‌شناس برندهٔ جایزه نوبل فیزیولوژی یا پزشکی ۱۹۰۸ بابت پژوهش دربارهٔ دستگاه ایمنی
- آلبرشت کوسل - زیست‌شناس برندهٔ جایزه نوبل فیزیولوژی یا پزشکی ۱۹۱۰ بابت تعیین ساختمان نوکلئیک اسید و مواد ژنتیکی سلول‌ها
- اتو واربورگ - زیست‌شناس برندهٔ جایزه نوبل فیزیولوژی یا پزشکی ۱۹۳۱ بابت کشف ماهیت و نحوه عملکرد آنزیم‌های تنفسی
- هنس اسپمن - رویان‌شناس برندهٔ جایزه نوبل فیزیولوژی یا پزشکی ۱۹۳۵ بابت کشف مراحل تکوین رویان
- ارنست چین - برندهٔ جایزه نوبل فیزیولوژی یا پزشکی ۱۹۴۵ بابت پژوهش دربارهٔ پنی‌سیلین
- هانس آدولف کربس - زیست‌شناس، پزشک و بیوشیمی‌دان برندهٔ جایزه نوبل فیزیولوژی یا پزشکی ۱۹۵۳ بابت کشف و توصیف چرخه اسید سیتریک و پژوهش‌های مهمش بر روی تنفس سلولی
- فریتس آلبرت لیپمان - بیوشیمی‌دان برندهٔ جایزه نوبل فیزیولوژی یا پزشکی ۱۹۵۳ بابت کشف کوآنزیم آ
- ورنر فورسمان - پزشک برندهٔ جایزه نوبل فیزیولوژی یا پزشکی ۱۹۵۶ بابت ابداع روشی برای کاتتریزاسیون قلبی

## مراکز علمی همکار در جهان
- بریتانیا: دانشگاه آکسفورد
- بریتانیا: دانشگاه بهداشت و بیماری‌های گرمسیری لندن
- ایالات متحده آمریکا: دانشکده پزشکی جانز هاپکینز در بالتیمور
- ایالات متحده آمریکا: دانشگاه نورث‌وسترن، شیکاگو
- کانادا: دانشگاه مونترآل
- استرالیا: دانشگاه موناش، ملبورن
- ژاپن: دانشگاه چیبا
- ژاپن: دانشگاه پزشکی سائیتاما
- برزیل: دانشگاه سائو پائولو
- چین: دانشگاه تونجیئی، شانگهای
- چین: دانشکده پزشکی تونجیئی، ووهان

## بنیاد اینشتین
بیمارستان شاریته یکی از شرکای اصلی «بنیاد اینشتین» است که توسط شهر و ایالت برلین در سال ۲۰۰۹ تأسیس شد. این مرکز، «بنیادی است که هدفش، ترویج علم و پژوهش‌های عالی بین‌المللی در برلین و تثبیت این شهر به عنوان یک مرکز برتر علمی» است. برخی از مهمترین همکاران پژوهشی این مرکز عبارتند از:
- توماس زودهوف - بیوشیمی‌دان و برندهٔ جایزه نوبل فیزیولوژی یا پزشکی ۲۰۱۳
- برایان کبیلکا -  شیمی‌دان و برندهٔ جایزه نوبل شیمی ۲۰۱۲
- ادوارد موزر - عصب‌پژوه و برندهٔ جایزه نوبل فیزیولوژی یا پزشکی ۲۰۱۴